# Свети Георги (Младо Нагоричане)
Вижте пояснителната страница за други значения на Свети Георги.
„Свети Великомъченик Георгий“ или „Свети Георги“ (на македонска литературна норма: „Свети Георгиј“, „Свети Ѓорѓи“) е поствизантийска православна църква в кумановското село Младо Нагоричане, североизточната част на Северна Македония. Част е от Кумановско-Осоговската епархия на Македонската православна църква.
Църквата е разпологена в близост до Младо Нагоричане, покрай археологическия обект Костоперски рид и църквата „Света Петка“. Времето на изграждане на църквата е неизвестно. Някои я свързват със съседната „Свети Георги“ в Старо Нагоричане и смятат, че е от XIV век, а други я свързват с управлението на деспот Стефан Лазаревич в XV век. Според трети е от XVII век.
Църквата има интересна архитектура. Издигната е на правоъгълна основа и е с форма на вписан кръст, с тристранна апсида одвън и нартекс с по-голяма широчина от наоса. Особено е впечатляваща фасадата на църквата, която е изработена от многоцветни фино дялани каменни блокове на цвят от светла до тъмна охра и жълто, дълги до 1 m, докато за изработка на прозорците са употребени червени тухли и има и елементи на декоративна пластика от камък. В църквата не е запазен някогашната живопис, която е покривала цялата вътрешност на храма.
Църквата има висок представителен иконостас от 1892 година.
Част от иконите са на Вено Костов. Иконите на Свети Георги, Богородица, Христос, Йоан Кръстител, Свети Димитър и 15-те апостолски икони са на Зафир Василков. На царските двери оставя надпис „Изъ руки Зафиръ Василковичъ на 1873“. Иконите се отличават с добър колорит като за лицата Зафир Зограф използва розов тон със сиви сенки.
- Икони от църквата, дело на Вено Костов, Кумановска галерия за икони
- „Кръщение Христово“, 1866/8 г., дар от Стаменко Ракиджия, дърво и темпера
- „Рождество Христово“, 1860-те, дар от Димитър и децата му, дърво и темпера
- „Свети 40 мъченици“, 1868 г., дар от Денко Спасин, дърво и темпера
- „Свети Никола“, втората половина на XIX век, дърво и темпера